# Basílica de Santa Maria Gloriosa dei Frari

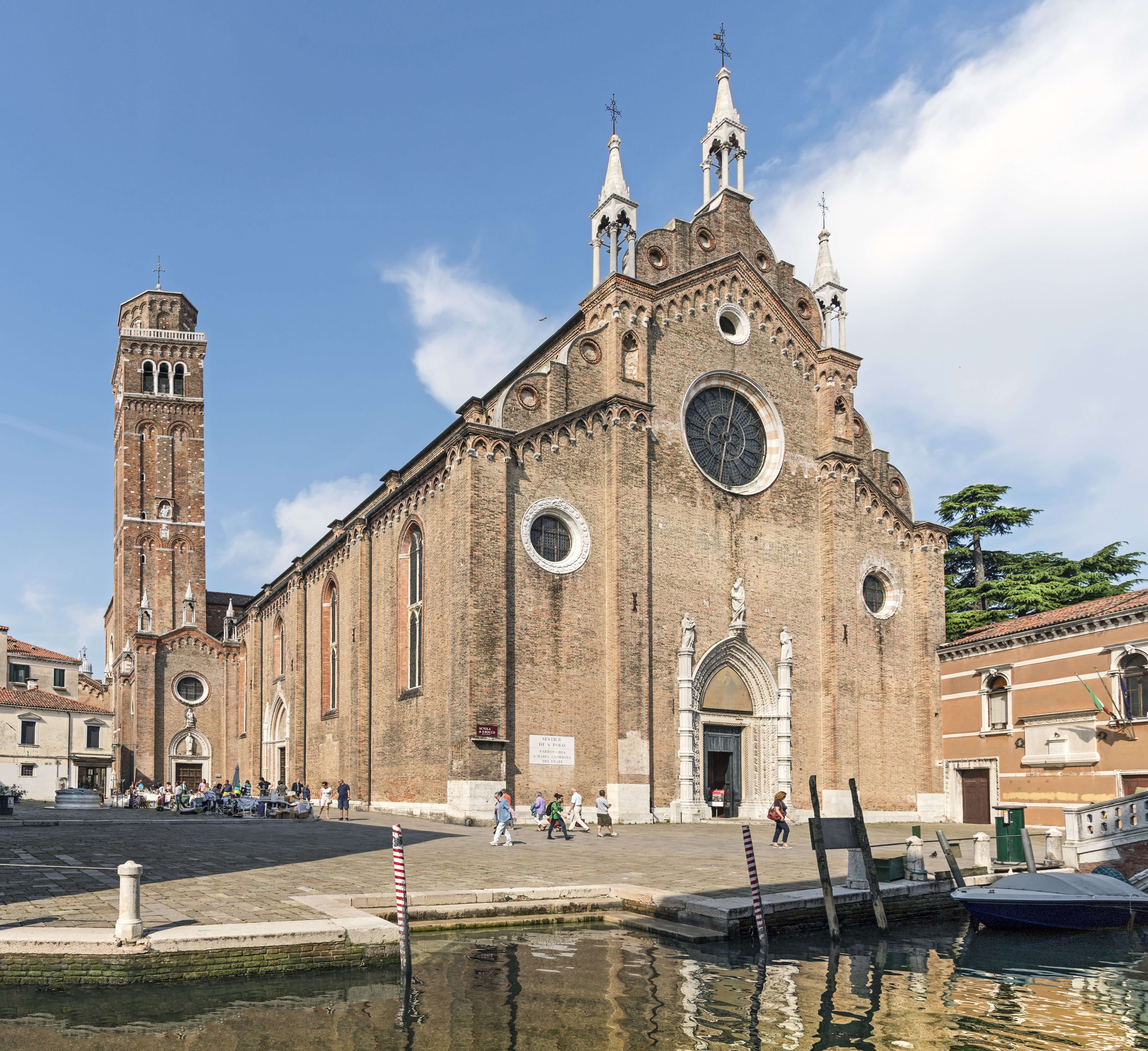
Santa Maria dei Frari (exterior)

A Basilica di Santa Maria Gloriosa dei Frari, normalmente chamada simplesmente os Frari, é uma das maiores igrejas de Veneza e tem o estatuto de basílica menor. Está no Campo dei Frari, no coração do bairro de San Polo. A cidade está dedicada à Assunção de Maria (Assunzione della Beata Virgine).
Os franciscanos obtiveram terra para erigir uma igreja em 1250, mas o edifício só se terminou em 1338. De forma quase imediata empreenderam-se os trabalhos para a substituir por uma maior, a igreja actual, que levou quase um século a construir e ficou terminada em meados do século XV. O campanário (acabado em 1396) tem 83 m de altura e é o segundo mais alto da cidade depois do da Basílica de São Marcos.
A imponente igreja foi construída em ladrilho no estilo gótico italiano. Como em muitas igrejas venezianas, o exterior é bastante simples. O interior contém a única grade de coro que continua no local original em Veneza; data de 1475 e está esculpida. O coro data de 1468 e apresenta três níveis de bancos, talhados com baixo-relevos.
Os Frari é uma igreja paroquial do Vicariato de San Polo-Santa Croce-Dorsoduro. As outras igrejas da paróquia são San Barnaba, San Ludovico Vescovo, Santa Maria del Soccorso e Santa Margherita.

## Obras de arte

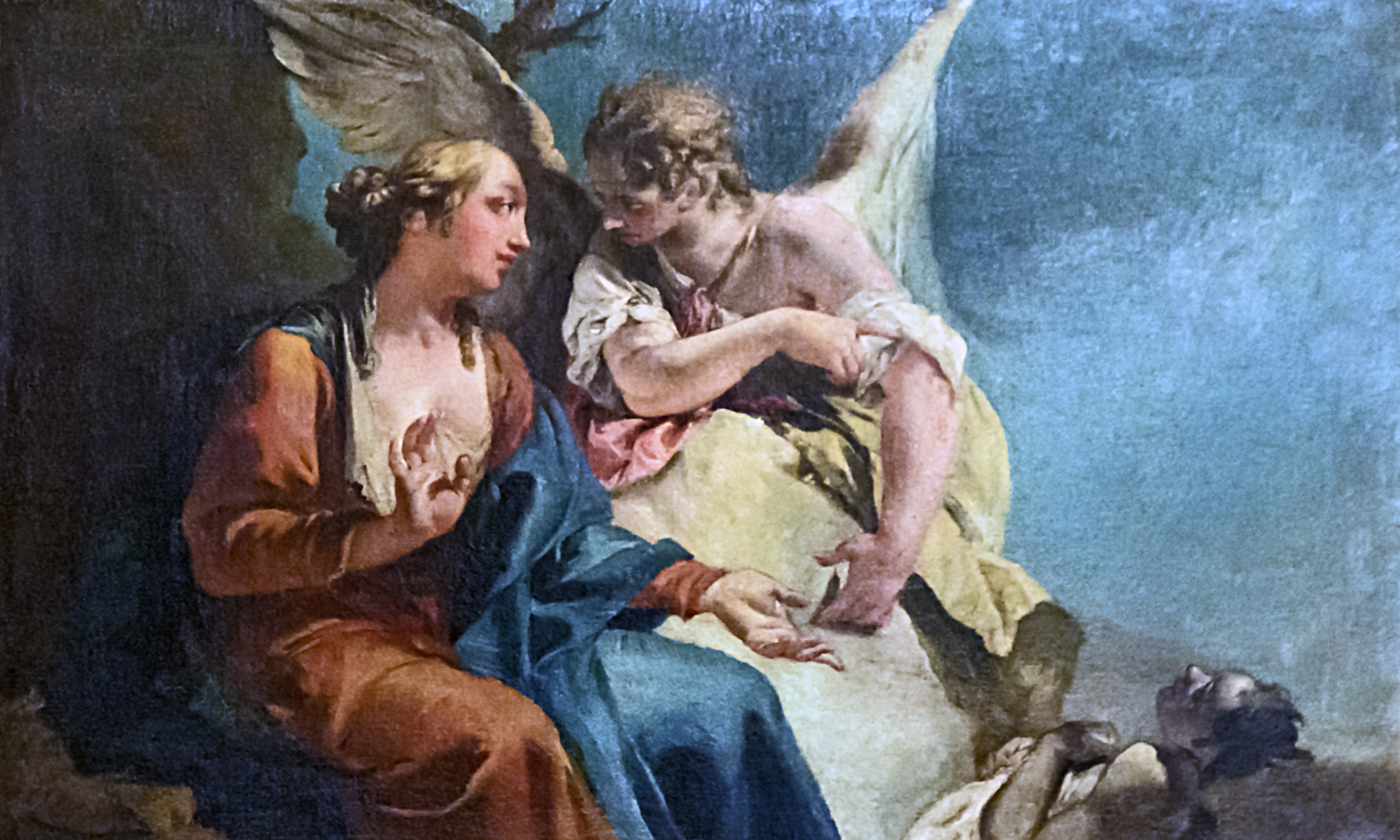
Hagar in the desert, Giambattista Pittoni, 1720

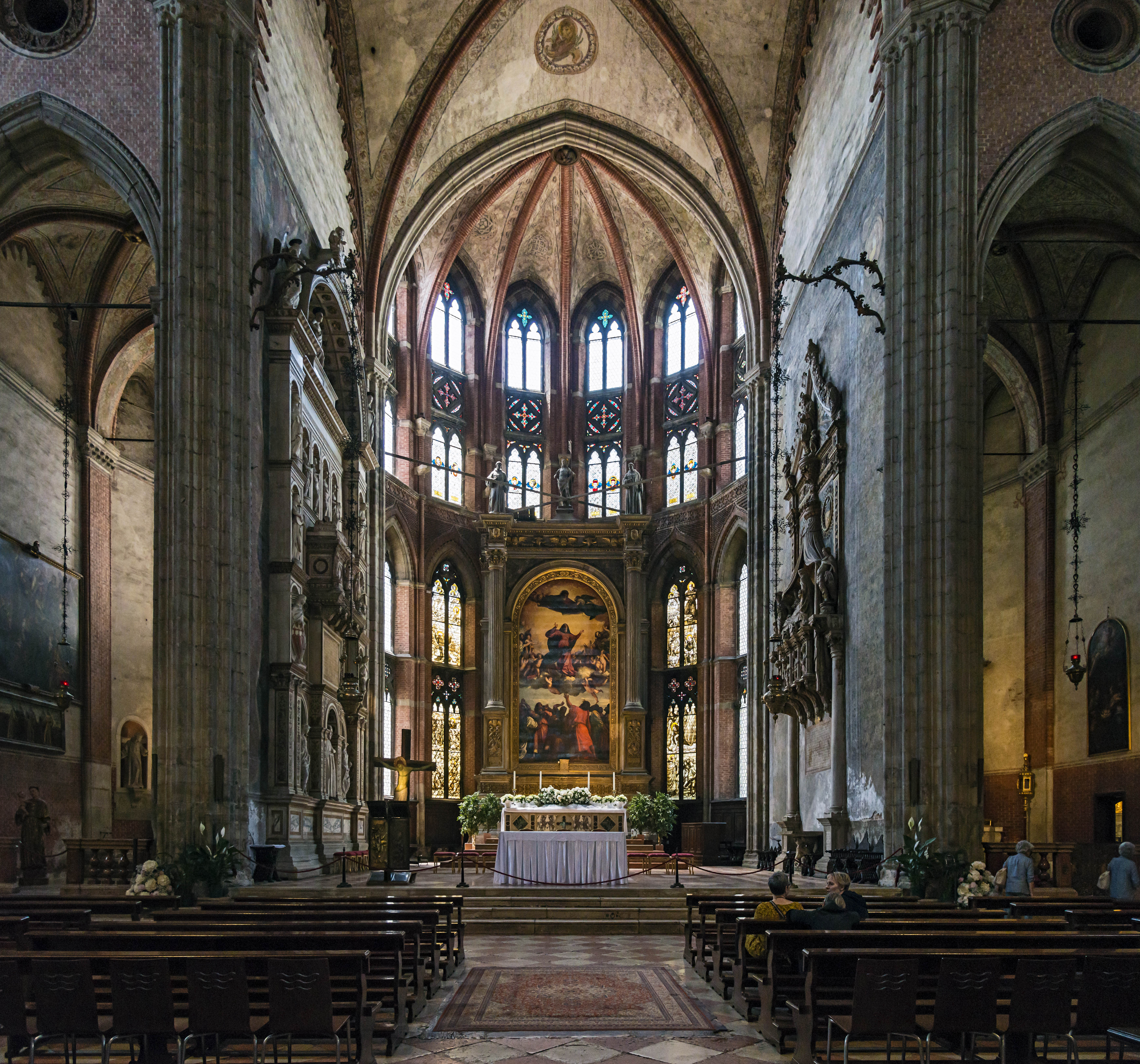
Altar maior, com o retábulo de Ticiano.

- Giambattista Pittoni, Desert Agar consolado por um anjo (século XVIII), retábulo na sacristia
- Giovanni Bellini, Virgem e Menino com os santos Nicolau de Bari, Pedro, Marcos e Benito (1488), retábulo na sacristia
- Oficina de Bartolomeo Bon, figuras da Virgem e São Francisco na fachada oeste.
- Pietro Lombardo e Bartolomeo Bon, a grade e as figuras de mármore.
- Antonio e Paolo Bregno, túmulo do Doge Francesco Foscari na cancela (atribuído; pode ser obra de Niccolò di Giovanni Fiorentino)
- Lorenzo Bregno
  - túmulo de Benedetto Pesaro sobre a porta da sacristia
  - túmulo de Alvise Pasqualino na parede oeste
- Girolamo Campagna, estatuetas de Santo António de Lisboa/Pádua e Santa Inês nas pias batismais da nave
- Marco Cozzi, em coro ritual
- Donatello, figura de São João Batista na primeira capela do coro sul
- Tullio Lombardo, túmulo de Pietro Bernardo na parede oeste (atribuído; pode ser de Giovanni Buora)
- Antonio Rizzo, túmulo do Doge Niccolò Tron na cancela
- Jacopo Sansovino, figura danificada de São João Batista na parte frontal na Capela Corner
- Ticiano
  - Assunção da Virgem, el espectacular retábulo do altar maior e o maior da cidade (1518)
  - Virgem de Pesaro ou Madonna di Ca' Pesaro (1526) na parede norte da nave
- Paolo Veneziano, Doge Francesco Dandolo e esposa apresentados à Virgem pelos santos Francisco e Isabel na sacristia
- Alessandro Vittoria
  - figura de Cristo ressuscitado na fachada oeste
  - figura de San Jerónimo no muro meridional da nave
- Alvise Vivarini, Santo Ambrósio e outros santos na capela do transepto norte, a sua última obra
- Bartolomeo Vivarini
  - São Marcos entronizado, na capela da esquina no transepto norte
  - Virgen e Menino com Santos, retábulo na terceira capela do coro sul

## Monumentos funerários

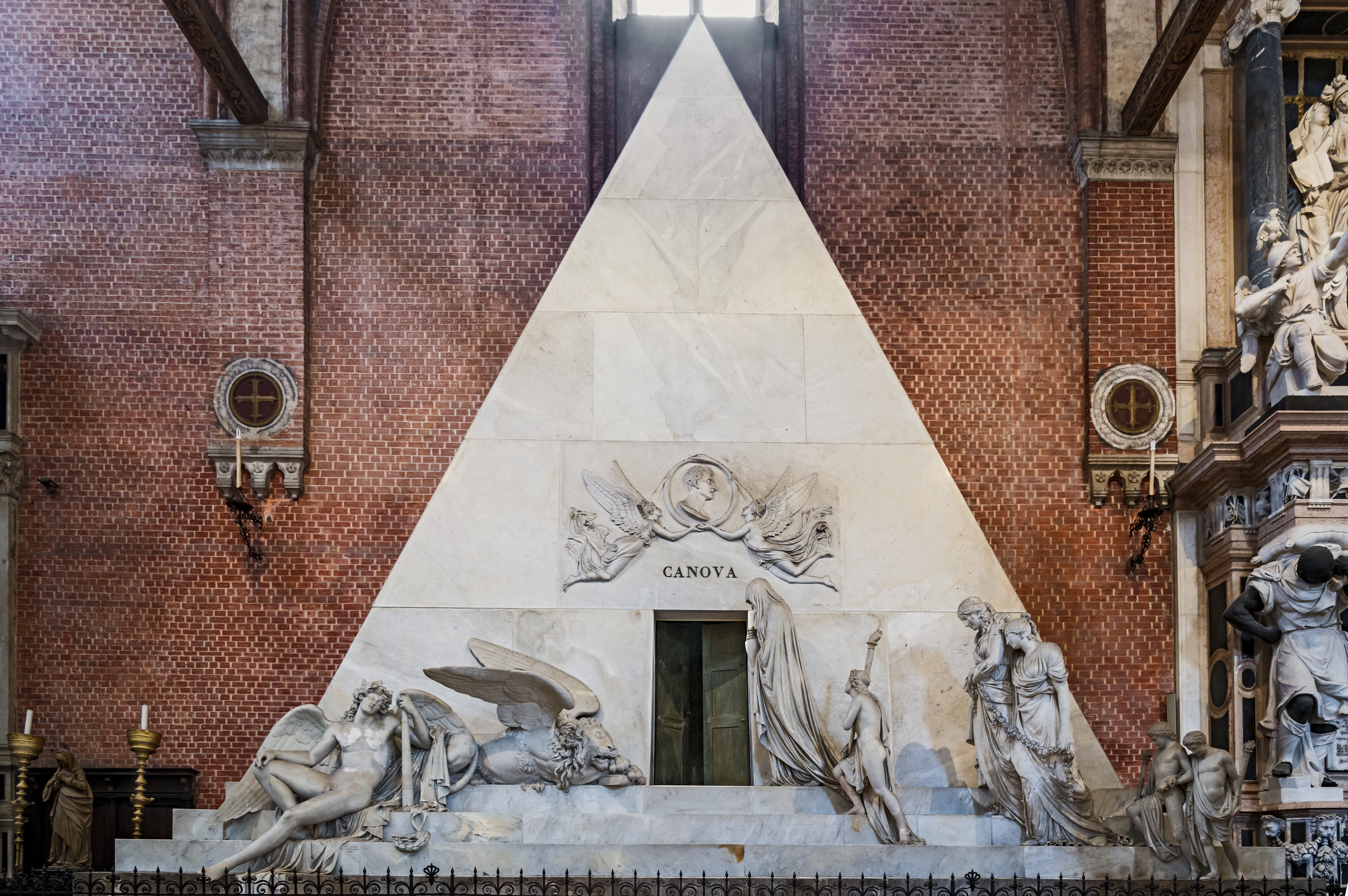
Cenotáfio do túmulo de Antonio Canova.

- Pietro Bernardo († 1538) (senador)
- Antonio Canova (só o coração está sepultado aqui; o túmulo, realizado pelos seus discípulos, está baseado num desenho do próprio Canova para o túmulo não executado de Ticiano)
- Federico Corner
- Doge Francesco Dandolo (na sala capitular)
- Doge Francesco Foscari ( † 1457)
- Jacopo Marcello
- Claudio Monteverdi, um dos maiores compositores do século XVII
- Beato Pacifico (fundador da actual igreja)
- Alvise Pasqualino († 1528) (Procurador de Veneza)
- Benedetto Pésaro († 1503) (General)
- Doge Giovanni Pesaro
- Bispo Jacopo Pesaro († 1547)
- Paolo Savelli (condottiere) (primeiro monumento veneziano com estátua equestre)
- Ticiano († 1576)
- Melchiorre Trevisan († 1500) (General)
- Doge Niccolò Tron